# 2-Hidroksiacilsfingozin 1-b-galaktoziltransferaza
2-Hidroksiacilsfingozin 1-b-galaktoziltransferaza (EC 2.4.1.45, uridin difosfogalaktoza-2-hidroksiacilsfingozin galaktoziltransferaza, UDPgalaktoza-2-hidroksiacilsfingozin galaktoziltransferaza, UDP-galaktoza:keramid galaktoziltransferaza, UDP-galaktoza:2-2-hidroksiacilsfingozin galaktoziltransferaza, UDP-galaktoza:2-(2-hidroksiacil)sfingozin 1-beta--galaktozil-transferaza) je enzim sa sistematskim imenom UDP-alfa--galaktoza:2-(2-hidroksiacil)sfingozin 1-beta--galaktozil-transferaza. Ovaj enzim katalizuje sledeću hemijsku reakciju
UDP-alfa--galaktoza + a 2-(2-hidroksiacil)sfingozin {\displaystyle \rightleftharpoons } UDP + a 1-(beta-D-galaktozil)-2-(2-hidroksiacil)sfingozin
Ovaj enzim je visoko specifičan.

## Literatura
- Nicholas C. Price; Lewis Stevens (1999). Fundamentals of Enzymology: The Cell and Molecular Biology of Catalytic Proteins (Third изд.). USA: Oxford University Press. ISBN 019850229X.
- Eric J. Toone (2006). Advances in Enzymology and Related Areas of Molecular Biology, Protein Evolution (Volume 75 изд.). Wiley-Interscience. ISBN 0471205036.
- Branden C; Tooze J. Introduction to Protein Structure. New York, NY: Garland Publishing. ISBN 0-8153-2305-0.
- Irwin H. Segel. Enzyme Kinetics: Behavior and Analysis of Rapid Equilibrium and Steady-State Enzyme Systems (Book 44 изд.). Wiley Classics Library. ISBN 0471303097.
- William P. Jencks (1987). Catalysis in Chemistry and Enzymology. Dover Publications. ISBN 0486654605.

## Spoljašnje veze
- 2-hydroxyacylsphingosine+1-beta-galactosyltransferase на 